# Kingyo Hanabi
«Kingyo Hanabi» (金魚花火?) es el sencillo n.º 4 de la cantante japonesa Ai Otsuka, lanzado al mercado el 18 de agosto del año 2004.

## Detalles
Este fue el segundo sencillo de Ai que fue una balada, después de "Amaenbo". En las primeras 50 mil ediciones del álbum fue incluido un libro con dibujos, que se agotaron rápidamente. El video musical del tema inspiró un cortometraje protagonizado por la misma Ai, y que fue incluida en las ediciones con DVD del álbum "LOVE JAM", su segundo álbum de estudio. También fue el tema principal del programa de televisión "Super Telebi"

## Canciones
1. «Kingyo Hanabi» (金魚花火?)
2. «Coco Natsu Vacation» (ココ夏バケーション?)
3. «Kingyo Hanabi» (金魚花火?) -Instrumental-
4. «Coco Natsu Vacation» (ココ夏バケーション?) -Instrumental-

- Datos: Q3129709